# Ценева, Галина Яковлевна
Галина Яковлевна Ценева — учёный, доктор медицинских наук, заслуженный деятель науки Российской Федерации (2006).

## Биография
Родилась 18 ноября 1941 г. в городе Тайшет Иркутской области.
Окончила Иркутский медицинский институт и была оставлена для научной работы на кафедре эпидемиологии.
Затем получила направление в Ленинградский НИИ эпидемиологии и микробиологии имени Пастера. Для сбора материалов для диссертации участвовала в научных экспедициях Института географии и Иркутского ИЭМ в Сибири и Алтайском крае. В 1970 г. защитила кандидатскую диссертацию на тему «Изучение взаимоотношений между риккетсиями Бернета и клещем D. nuttali как возможным переносчиком лихорадки Ку».
С 1969 по 1976 г. ассистент, старший преподаватель кафедры эпидемиологии и паразитологии в Иркутском государственном медицинском институте.
В 1976 г. по приглашению профессора А. Б. Дайтера вернулась в Ленинградский НИИ эпидемиологии и микробиологии имени Пастера, где принята на должность младшего научного сотрудника. Занималась изучением патогенных свойств иерсиний псевдотуберкулеза, клебсиелл, риккетсий и вызываемых ими патологических процессов, а также возбудителей паразитарных болезней, моделированием инфекционных процессов, разработкой и созданием новых средств диагностики псевдотуберкулеза.
В 1988 г. защитила докторскую диссертацию на тему «Биология возбудителя, вопросы патогенеза и иммунодиагностика псевдотуберкулеза». В 1994 г. присуждено ученое звание профессора по специальности «микробиология».
В апреле 1993 г. возглавила новую лабораторию бактериальных капельных инфекций.
Отличник здравоохранения РФ (1998); заслуженный деятель науки Российской Федерации (2006).
С октября 2015 г. на пенсии. Умерла 20 марта 2019 года.
Публикации:
- Патогенез, диагностика и лечение инфекции, обусловленной Helicobacter pylori / Г. Я. Ценева, Н. В. Рухляда, В. Е. Назаров [и др.]. - СПб. : Человек, 2003. - 96 с., [2] л. цв. ил. : ил.; 21 см.; ISBN 5-93339-052-6 : 1000